# RCS Stavelotain
RCS Stavelotain is een Belgische voetbalclub uit Stavelot. De club is aangesloten bij de KBVB met stamnummer 126 en heeft rood en blauw als clubkleuren. Stavelotain speelde in zijn bestaan een aantal seizoen in de nationale reeksen.

## Geschiedenis
Club Sportif Stavelotain ontstond in 1921 uit een aantal lokale ploegjes uit Stavelot en sloot zich aan bij de Belgische Voetbalbond. Men ging er van start in de regionale Luikse reeksen. Bij de invoering van de stamnummers in 1926 kreeg men nummer 126 toegekend. In 1951 werd de club koninklijk en de clubnaam werd RCS Stavelotain.
De club bleef een halve eeuw in de provinciale reeksen spelen, tot men er in 1972 voor het eerst in slaagde te promoveren naar de nationale reeksen. RCS Stavelotain behaalde er meteen goede resultaten in Vierde Klasse, want in 1973 eindigde men er het debuutseizoen al meteen als derde, met evenveel punten als de tweede, Dinant FC. Ook het daaropvolgend seizoen eindigde men derde, maar daarna zakte men naar de middenmoot.
In 1976 eindigde RCS Stavelotain als 13de maar net boven de degradatieplaatsen. De tweede volgende clubs hadden zelfs evenveel punten gehaald als Stavelot, dat echter een overwinning meer had behaald en zo een plaats hoger eindigde. De volgende jaren kon men zich weer handhaven in de middenmoot in Vierde Klasse. In 1978 eindigde men als vijfde, op slechts twee punten van kampioen US Ferrières. Uiteindelijke eindigde men in 1981 afgetekend op een allerlaatste plaats en zo zakte RCS Stavelotain na negen jaar nationaal voetbal weer naar Eerste Provinciale.
Na drie jaar provinciaal voetbal slaagde RCS Stavelotain er in 1984 weer in te promoveren naar Vierde Klasse. Het verblijf duurde er ditmaal amper één seizoen. Men behaalde in 30 competitiewedstrijden slechts twee overwinningen en zeven gelijke spelen en eindigde zo allerlaatste, en zakte weer naar Eerste Provinciale. De volgende jaren kon de club niet meer terugkeren in de nationale reeksen en op het eind van de jaren 90 zakte de club voor een lange periode verder weg naar Tweede Provinciale.